# Pterostichus gravis
Pterostichus gravis är en skalbaggsart som beskrevs av John Lawrence LeConte 1873. Pterostichus gravis ingår i släktet Pterostichus och familjen jordlöpare. Inga underarter finns listade i Catalogue of Life.